# Vicente Castell
Vicente Castell Doménech (n. 5 mai 1871, Castelló de la Plana, Spania – d. 18 ianuarie 1934, Castelló de la Plana, Spania) a fost un pictor spaniol în stil costumbrist.

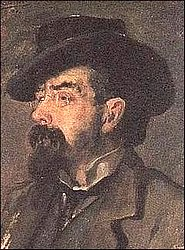
Portretul chitaristului, Francisco Tárrega (1904)

## Biografie
S-a născut într-un cartier locuit de clasa de mijloc inferioară, unde majoritatea locuitorilor, inclusiv părinții săi, se ocupau de meșteșuguri. Avea o pasiune pentru desen și, la vârsta de doisprezece ani, a devenit ucenic la un atelier local de pictură decorativă.
Talentele sale l-au făcut în cele din urmă să intre la cursurile predate de pictorul costumbrist și profesorul de desen, Eduardo Laforet (1850-1941), care avea o casă și un atelier în Castellón, unde a servit ca mentor tinerilor artiști.
Unul dintre asociații lui Laforet l-a ajutat pe Castell să se înscrie la Real Academia de Bellas Artes de San Carlos⁠(d) din Valencia, unde a studiat din 1891 până în 1893, muncind slujbe ciudate și pictând portrete pentru a-și acoperi toate costurile de viață. Pe când se afla acolo, a intrat sub influența lui Joaquín Sorolla și Ignacio Pinazo.
Pe baza muncii sale, a primit burse din partea Diputación Provincial de Castellón. Și-a găsit un patron în persoana lui Gaspar Cazador, proprietarul Hotelului España. Aceste surse financiare i-au permis să studieze la Real Academia de Bellas Artes de Sant Jordi⁠(d) din Barcelona din 1898 până în 1899, urmate de studii la Real Academia de Bellas Artes de San Fernando din Madrid. Acolo, a vizitat Museo del Prado pentru a se familiariza cu vechii maeștri. Mai târziu a vizitat Roma, unde s-a îmbolnăvit de febră galbenă și a fost aproape să moară. Un prieten a intervenit, însă, și l-a adus înapoi acasă, unde și-a revenit și a putut să participe la Expoziția Universală de la Paris.
În 1901, a primit o medalie de bronz la Expoziția Națională de Arte Plastice. În anul următor, s-a căsătorit cu nepoata unuia dintre pictorii la care fusese ucenic pe când era băiat și a deschis o academie de artă. El avea să-i învețe pe cei mai mulți dintre cei mai cunoscuți pictori să iasă din Castellón, inclusiv pe Juan Bautista Porcar, Juan Adsuara Ramos și Matilde Segarra Gil.
În timpul războiului, cu foarte puțină cerere pentru artă, el și un prieten au deschis un mic atelier unde făceau jucării. După ce și-a înțepat degetul mijlociu pe mâna dreaptă cu o așchie mare, a dezvoltat o infecție care a necesitat o intervenție chirurgicală care i-a lăsat practic paralizat acel deget.
În 1923, primarul, Francisco Ruiz Cazador, l-a numit consilier municipal, iar mai târziu a devenit viceprimar. În 1928, a fost unul dintre fondatorii Escuela de Artes y Oficios și a fost ales director.
A suferit atacuri de cord în 1932 și 1933 și a murit de un altul în 1934. O stradă și o școală din Castellón au fost numite după el.

## Picturi alese

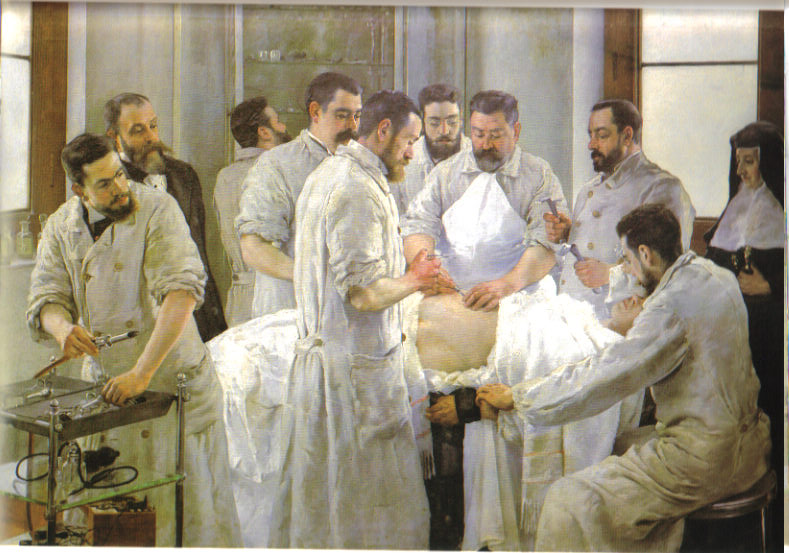
Laparotomie⁠(d)
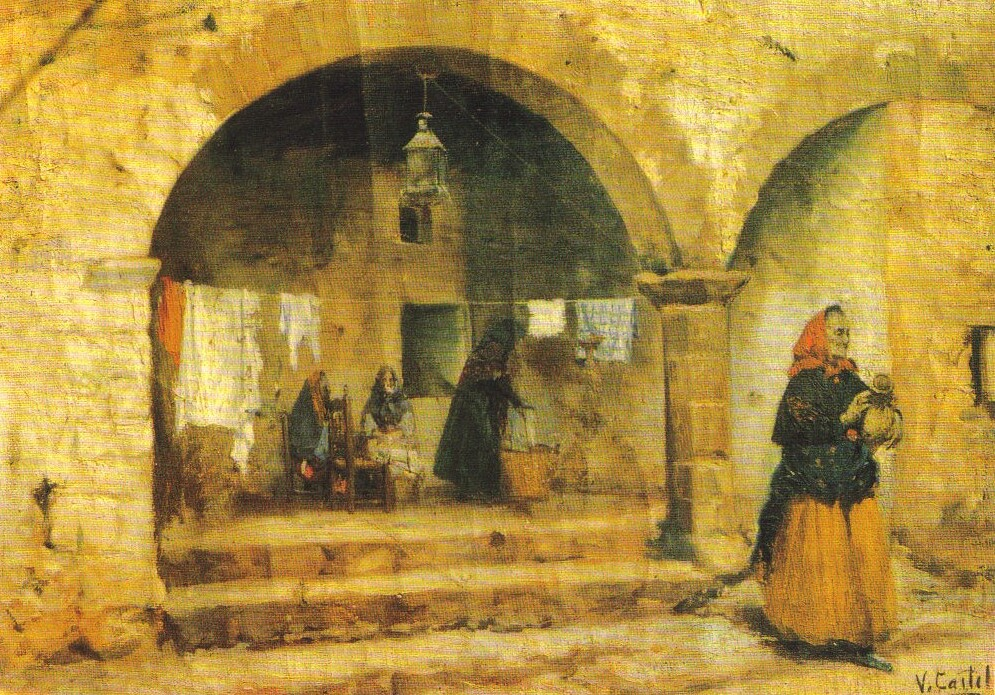
Fântâna de la Benassal⁠(d)
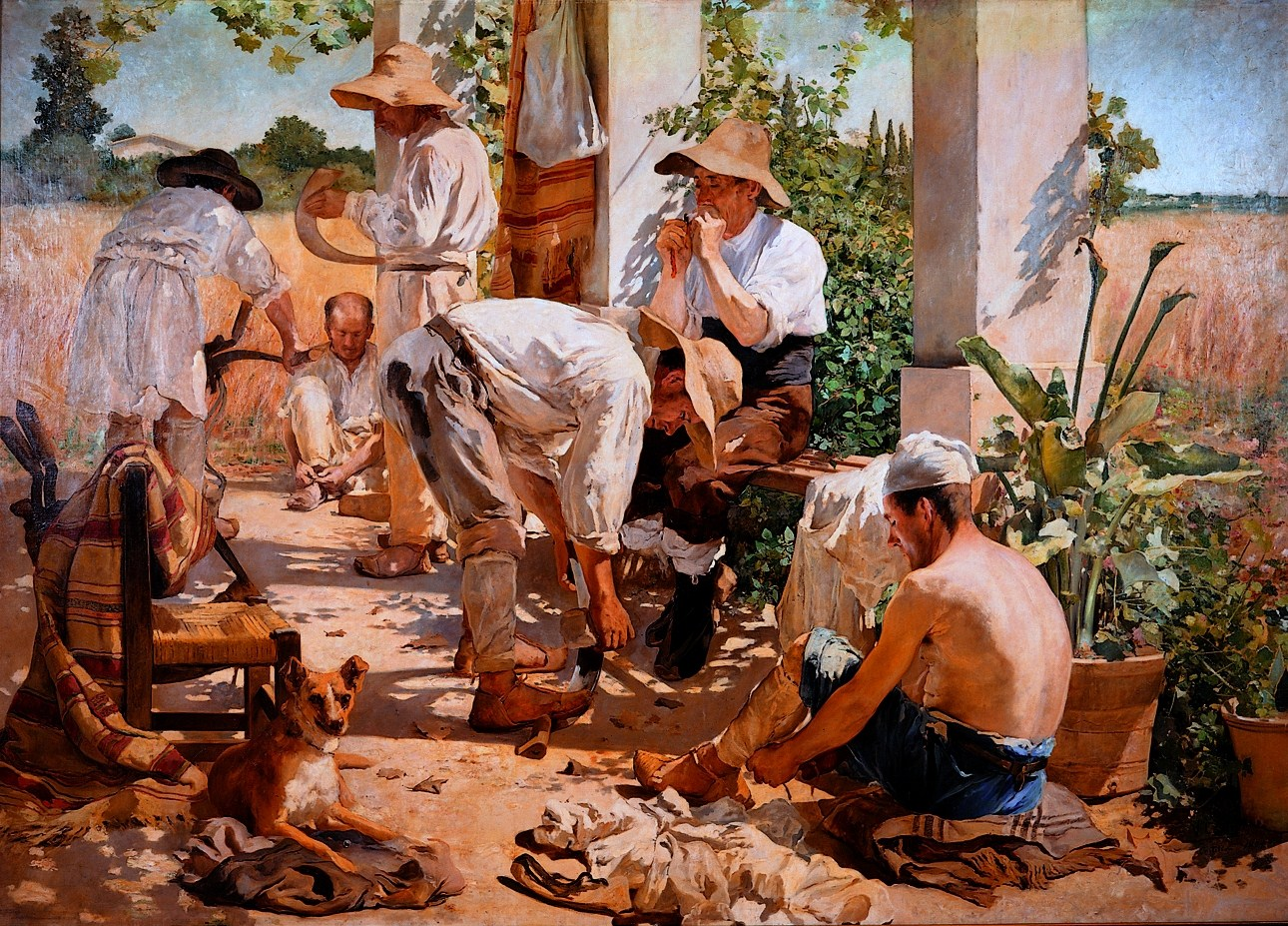
Secerători